# Амалат
Амала́т (до слияния с Малым Амалатом — Большой Амалат) — река в Баунтовском эвенкийском районе Бурятии, левый, крупнейший по площади бассейна и длине, приток Ципы. Длина реки — 374 км. Площадь водосборного бассейна — 16600 км².

## География
Берёт начало на юго-западе Витимского плоскогорья, на высоте более 1260 м над уровнем моря. В верхнем течении протекает преимущественно в восточном направлении, принимает сток из озёр Яоле и Олдонгда. После впадения справа реки Арбажанкит поворачивает на северо-восток. Берега покрывает горно-таёжная растительность с преобладанием лиственницы. В среднем течении пойма реки расширяется, русло умеренно меандрирует. У посёлка Россошино по левому берегу впадает крупнейший приток, река Малый Амалат. В нижнем течении русло спрямляется, долина реки сужается. Впадает в Ципу справа, на отметке менее 643 м над уровнем моря, в 133 км от её устья. Ширина перед устьем — 75-85 м при глубине 0,5-1,2 м; скорость течения в низовьях составляет 1-1,3 м/с. На берегах отмечены месторождения нефрита.

## Гидрология
Средний многолетний дебит воды в среднем течении составляет 33,9 м³/с, а в устье — около 80 м³/с (при этом объём годового стока достигает 2,525 км³). Преимущественно дождевое питание. Объём стока в летний паводок превышает сток в весенний паводок. Максимальный наблюдавшийся расход воды составляет 1550 м³/с. Средние сезонные колебания уровня воды — 4,0 м, в многоводные годы достигают 6,8 м. Река замерзает с середины октября по начало мая. К концу зимы толщина льда составляет около 2,8 м. Содержание твердых частиц в воде около 25–50 г/м³.

## Ихтиофауна
Амалат богат рыбой. В реке обитают хариус, ленок, таймень, щука, налим, карась и сырок.

## Основные притоки
Указаны поименованные притоки длиной 30 км и более.
| Название     | Расстояние от устья | Длина | Положение |
| ------------ | ------------------- | ----- | --------- |
| Ушкум        | 5                   | 110   | левый     |
| Тананда      | 26                  | 45    | правый    |
| Сали         | 71                  | 55    | левый     |
| Тильдима     | 117                 | 40    | правый    |
| Малый Амалат | 136                 | 135   | левый     |
| Бомбандо     | 160                 | 37    | левый     |
| Монгой       | 200                 | 30    | правый    |
| Талали       | 212                 | 44    | левый     |
| Ашиглы       | 213                 | 61    | правый    |
| Джилинда     | 263                 | 100   | правый    |
| Антасе       | 293                 | 49    | правый    |
| Хойгот       | 294                 | 54    | левый     |
| Амнунда      | 296                 | 40    | правый    |

## Данные водного реестра
По данным государственного водного реестра России и геоинформационной системы водохозяйственного районирования территории РФ, подготовленной Федеральным агентством водных ресурсов:
- Бассейновый округ — Ленский
- Речной бассейн — Лена
- Речной подбассейн — Витим
- Водохозяйственный участок — Витим от водомерного пункта села Калакан до водомерного пункта Спицино
- Код водного объекта — 18010000112117600039593